# Mynyddog Mwynfawr
Mynyddog Mwynfawr (variantes orthographiques : vieux gallois Mynydawc Mwynvawr ; moyen gallois ; Mynyddawg Mwynfawr) est selon une tradition galloise fondée sur un ancien poème en langue galloise Y Gododdin attribué à Aneirin, un souverain Brittonique du royaume de Gododdin dans le Hen Ogledd (Vieux Nord), un terme gallois pour désigner le Sud de l'Écosse et le Nord de l'Angleterre).

## Contexte
L'interprétation traditionnelle du Y Gododdin, acceptée par de nombreux spécialiste est que Mynyddog est le roi de Gododdin, qui avait peut-être sa cour à « Din Eidyn », l'actuelle Édimbourg. Il apparaît comme le chef d'une bande  de guerriers, renommée qui combat lors de la bataille de Catraeth dans l'ancien poème gallois.

## Interprétation
Le nom Mynyddog Mwynfawr, est la traduction d'un nom de personne  signifiant Mynyddog le Puissant. Toutefois le nom Mynyddog est la forme adjectivale de  mynydd « montagne » c'est-à-dire montagneux. John T. Koch considère que Mynyddog Mwynfawr qui signifierait approximativement « Puissante Montagne », désigne un lieu. Koch avance que Mynyddog Mwynfawr est un kenning ou anthropomorphisme qui représente la colline de Caer Eiddyn, Gododdin, ou peut-être même la totalité du Vieux Nord, et que Gwlyget, présenté comme l'intendant de Mynyddog, est en fait le véritable souverain de Gododdin .
Au XIXe siècle le poète populaire gallois Richard Davies (Mynyddog) (en) adopte Mynyddog comme nom de plume. L'usage d'adopter un nom de plume gallois était commun parmi les poètes gallois de cette époque.

## Sources
- (en) Peter Bartrum, A Welsh classical dictionary: people in history and legend up to about A.D. 1000, Aberystwyth, National Library of Wales, 1993 (ISBN 9780907158738), p. 561-562 MYNYDDOG MWYNFAWR.
- (en) Rachel Bromwich (ed.), Trioedd Ynys Prydein (University of Wales Press, 1978; new edition, 1991)
- (en) Chris Lowe, Angels, Fools and Tyrants: Britons and Saxons in Southern Scotland (Canongate Books et Historic Scotland, 1999)
- (en) Ifor Williams (ed.), Canu Aneirin (University of Wales Press, 1958). The standard edition of Y Gododdin.